# Prêmio DB Artes
Prêmio DB Artes foi uma premiação brasileira voltada à produção independente de quadrinhos organizada pelo estúdio Divisão Brasileira de Artes e conferida a autores, personalidades e obras entre 2003 e 2010. A entrega dos troféus ocorria durante o evento HQ Festival (Festival de Quadrinhos de Sergipe), realizado anualmente em Aracaju.
O prêmio (chamado de DB Artes Independentes em suas três primeiras edições) era aberto a todos os autores independentes brasileiros, particularmente aos fanzineiros. As inscrições eram feitas a partir do envio de dois exemplares da obra pelo correio, junto com a ficha de cadastro. O envio da obra garantia a participação em todas as categorias pertinentes, mas não era possível que uma mesma pessoa ganhasse em duas categorias diferentes. A votação era realizada por e-mail e aberta a leitores, colecionadores, fanzineiros e demais pessoas ligadas aos quadrinhos nacionais.
Em 2007 e 2008 o HQ Festival não foi realizado e, consequentemente, o Prêmio DB Artes também foi adiado, voltando apenas em 2009. A última edição do evento e também do prêmio foi no ano seguinte.

## Premiados

### 2003
| Categoria                 | Vencedor(es)                                           |
| ------------------------- | ------------------------------------------------------ |
| Edições independentes     | Miuzine Sidney de Carvalho                             |
| Edições independentes     | Napalm! Zero Grupo Napalm!                             |
| Edições independentes     | Quadrinhos Independentes Edgard Guimarães              |
| Roteiristas independentes | Nilton Simas Crazy Channel                             |
| Roteiristas independentes | Jamson Madureira Automazo Extremo                      |
| Desenhistas independentes | Joselito Barbosa Dark Paradaise Gangs                  |
| Desenhistas independentes | Dadí Pleistocênicos                                    |
| Álbum independente        | O Rebuliço Apaixonante dos Fanzines Henrique Magalhães |
| HQ on-line                | Metal Melt Paulo Henrique (PH)                         |
| Site sobre fanzines       | Liga Fanzine                                           |
| Homenagem especial        | Antônio Cedraz Turma do Xaxado                         |

### 2004
| Categoria                 | Vencedor(es)                                                                 |
| ------------------------- | ---------------------------------------------------------------------------- |
| Edições independentes     | Manicomics JJ Marreiro, Daniel Brandão e Geraldo Borges                      |
| Edições independentes     | Quase Grupo Quase                                                            |
| Edições independentes     | Areia Hostil Lorde Lobo e Law Tissot                                         |
| Roteiristas independentes | Jeferson Adriano O mundo Não Me Entende                                      |
| Roteiristas independentes | Tércio Strutzel Paralelo                                                     |
| Desenhistas independentes | Anderson S. Trindade Pelotão Celestial                                       |
| Desenhistas independentes | Luciana Miyuki Alluria                                                       |
| Álbum independente        | Sertão Vermelho Edvan Bezerra e Haroldo Magno                                |
| HQ on-line                | Contos da Taverna Alexandre Conrado, Ana Luiza Koehler e Glauco Machado Caon |
| Site sobre fanzines       | Liga Fanzine                                                                 |
| Homenagem especial        | Henrique Magalhães editora independente Marca de Fantasia                    |
| Menções honrosas          | João Claudio Fidelis Blue Angel                                              |
| Menções honrosas          | Celso Esclerose                                                              |
| Menções honrosas          | Kildare Ferreira Heróis Forever                                              |
| Menções honrosas          | Humberto Fernandes DVX Belloorvm                                             |

### 2005
| Categoria                 | Vencedor(es)                                                                       |
| ------------------------- | ---------------------------------------------------------------------------------- |
| Edições independentes     | Mulher Estupenda Fã Clube! JJ Marreiro                                             |
| Edições independentes     | O Contínuo Carlos Lemos, Dalton Sores, Mathé e Pedro Felício                       |
| Edições independentes     | Devenir Ana Luiza e Fábio Monteiro                                                 |
| Roteiristas independentes | Leonardo Santana Cabala, revista Brado Retumbante                                  |
| Roteiristas independentes | Jamile e Walmir Por Um Copo D’água                                                 |
| Desenhistas independentes | Cristiano Lopes Monga, revista Manicomics                                          |
| Desenhistas independentes | Anderson Soares Celestial                                                          |
| Álbum independente        | Kário, Dívida de Sangue Jean Okada                                                 |
| HQ on-line                | A Tribo Quadrinhos Cortizo, Bert Ribeiro, Dimas A. Moreira e Paulo César           |
| Site sobre fanzines       | Areia Hostil                                                                       |
| Homenagem especial        | Wolney Nazareno, Fernando Augusto, Carlos Paul e Otoniel Oliveira Belém Imaginária |
| Menção honrosa            | Crutsana Dom Cabral                                                                |

### 2006
| Categoria                 | Vencedor(es)                                                                       |
| ------------------------- | ---------------------------------------------------------------------------------- |
| Edições independentes     | Quase Grupo Quase                                                                  |
| Edições independentes     | Justiça Eterna Sergio Chaves                                                       |
| Edições independentes     | MangáK MagyLuzia                                                                   |
| Roteiristas independentes | Gabriel Felipe Renner Letal Mágico                                                 |
| Roteiristas independentes | Cecília Cherullo Arautos da Eternidade                                             |
| Desenhistas independentes | Valdemar Lene Bezerro Bizarro                                                      |
| Desenhistas independentes | Aurell Tenshin MushiComics                                                         |
| Álbum independente        | Encantarias A Lenda da Noite Otoniel Oliveira, Volney Nazareno e Fernando Carvalho |
| HQ on-line                | Nona Arte André Diniz                                                              |
| Site sobre fanzines       | Fanzinecon                                                                         |
| Homenagem especial        | André Diniz editora Nona Arte                                                      |

### 2009
| Categoria                 | Vencedor(es)                                        |
| ------------------------- | --------------------------------------------------- |
| Edições independentes     | MangáK MagyLuzia                                    |
| Edições independentes     | Café Espacial Sergio Chaves                         |
| Edições independentes     | Comando V Allan Goldman                             |
| Roteiristas independentes | Daniel Esteves                                      |
| Roteiristas independentes | Wellington Srbek                                    |
| Desenhistas independentes | Adauto Silva                                        |
| Desenhistas independentes | Pablo Carranza                                      |
| Álbum independente        | Os Marginais Elmano Silva                           |
| HQ on-line                | Um Sábado Qualquer Carlos Ruas                      |
| Site sobre fanzines       | Bigorna                                             |
| Homenagem especial        | Quarto Mundo coletivo de quadrinistas independentes |

### 2010
| Categoria                 | Vencedor(es)                                                     |
| ------------------------- | ---------------------------------------------------------------- |
| Edições independentes     | Espírito da Ventania Roberto Fernandes                           |
| Edições independentes     | Salomão Ventura: Caçador de Lendas Giorgio Galli                 |
| Edições independentes     | Quadrante Sul Grupo Quadrante Sul                                |
| Roteiristas independentes | Nando Alves Between the Shadows                                  |
| Roteiristas independentes | Elmano Silva O Homem do Patuá - A Origem                         |
| Desenhistas independentes | Célio Cardoso 9MM e Atemis                                       |
| Desenhistas independentes | Joel Santos Kuei e A Senhora de Sávar                            |
| Álbum independente        | Lucas da Vila de Sant'anna da Feira Marcos Franco e Marcelo Lima |
| HQ on-line                | Demon Hammer Wal Souza e Eliton Lima                             |
| Site sobre fanzines       | Bigorna                                                          |
| Homenagem especial        | Julio Shimamoto                                                  |
| Homenagem especial        | Gutemberg Cruz                                                   |